# Garage Psychiatrique Suburbain
Pour les articles homonymes, voir GPS.
Garage Psychiatrique Suburbain, souvent abrégé GPS, est un groupe de punk rock français, originaire de Sèvres dans les Hauts-de-Seine. Selon Rock Made in France, « Garage Psychiatrique Suburbain (GPS) sortira deux disques énergiques dans l’indifférence quasi générale. Mais, il permit à Thierry Gesteau et Thomas Darnal de faire leurs premiers pas. »

## Biographie
Le groupe est formé en 1977 à Sèvres, dans les Hauts-de-Seine, par Tom Darnal « Backerfix » Darnal  Pierre Leloup, Fabrice Kersuzan et Patrice Bonnel. Il est originellement appelé Globule Pulsation System. Plus tard, le groupe se produit régulièrement sur scène et, en 1982, il est rejoint par un autre sévrien Thierry « Hazard » Gesteau à la guitare et au chant, qui apporte au groupe une touche plus pop. Cette même année, le groupe publie le single Quand revient l'été, change de nom pour celui de Garage Psychiatrique Suburbain, accède à la production sur le label indépendant Underdog Records et Marc Upson remplace Patrice à la basse.
Le groupe signera deux mini-LP et quelques singles. Bien dans la ville, un mini-album est publié l'année suivante, en 1983.
Après la sortie du single Panique sur la plage en 1985, GPS publie un deuxième et dernier album studio, intitulé En attendant la prochaine guerre.
À la fin des années 1980, après de nombreux concerts et, entre autres, un passage dans l'émission télévisée culte Les Enfants du Rock, le groupe se sépare. Cependant, en 1992, avec le succès de Thierry Hazard solo et celui de la Mano Negra,, dont Tom est le clavier, le label Underdog Records sort un CD intitulé L'Intégrale, rassemblant tous les titres du groupe (excepté Samedi soir, la face B de Quand revient l'été).
En 2022, la formation originale se reforme à la suite de la sortie d'un album démo 1980-1982 chez Cameleon record https://cameleonrecords.bandcamp.com/album/garage-psychiatrique-suburbain.
En 2023 le groupe rentre en studio pour enregistrer un nouvel album  "R.A.B.", bientôt disponible.

## Membres
- Pierre Leloup - batterie, chant
- Thomas Darnal (Tom Backerfix) - guitare, chant, chœurs
- Fabrice Kersuzan - lead guitare
- Patrice Bonnel - basse
- Marc Upson - basse
- Thierry Hazard - chant, guitare

## Discographie
- 1982 : Quand revient l'été (single)
- 1983 : Bien dans la ville (mini-album)
- 1983 : La dernière fois
- 1985 : Panique sur la plage
- 1986 : En attendant la prochaine guerre (mini-album)
- 1986 : Berlin la nuit (single)
- 1986 : Berlin la nuit remix (EP)
- 1986 : Une journée bien remplie (single)
- 1992 : L'Intégrale (compilation)
- 2022 : Démo 1980-1982